# Cayo Córdoba
Cayo Córdoba är en ö i Colombia.   Den ligger i departementet San Andrés och Providencia, i den nordvästra delen av landet, 1 200 km nordväst om huvudstaden Bogotá.